# Новое учение о языке
Новое учение о языке, известное также как яфетическая теория, теории стадиальности, яфетидология или марризм — псевдонаучная (псевдолингвистическая) концепция происхождения, развития и «классовой сущности» языка, с конца 1920-х до 1950 года пользовавшаяся государственной поддержкой в СССР.
Выдвинута в 1923 году советским филологом Николаем Яковлевичем Марром. Основу учения составляют три положения. Первое положение: отрицание родства языков и существования языковых семей, языки не разделяются, только скрещиваясь; они развиваются из первичного множества, меняясь в направлении к будущему всемирному языку. Второе положение: все языки в своём развитии на разной скорости проходят через одинаковые стадии, обусловленные определёнными социально-экономическими причинами. Третье положение: возникновение всех языков независимо друг от друга из четырёх элементов — «диффузных выкриков» первобытных людей (САЛ, БЕР, ЙОН, РОШ), которые впоследствии комбинировались различными способами, фонетически изменялись и приобретали грамматическое оформление; в каждом языке, включая современные, имеются следы этих элементов (которые можно обнаружить с помощью «лингвистической палеонтологии»).
С конца 1920-х годов в Советском Союзе по вненаучным причинам учение было объявлено «марксизмом в языкознании» (хотя оно не имеет прямого отношения к идеям Карла Маркса и Фридриха Энгельса) и получило официальную поддержку в ущерб научному, в особенности историческому и сравнительно-историческому, языкознанию. После смерти Марра (1934) Иваном Мещаниновым и другими его последователями была сохранена внешняя верность идеям учения, но эти учёные отвергли наиболее ненаучные его положения. Учение было подвергнуто резкой критике в работе Иосифа Сталина «Марксизм и вопросы языкознания» (1950), после чего отвергнуто в научной среде и впоследствии не возрождалось.
Учение опирается на большое число произвольных и недоказуемых утверждений и относится к псевдонауке.

## Содержание учения
Кавказовед, археолог и историк Николай Марр (1864—1934), не имевший собственно лингвистического образования, с 1912 года академик Санкт-Петербургской императорской академии наук (после революции — Российской), в ноябре 1923 года выступил с «Новым учением» (отдельные идеи которого высказывал и раньше, ещё в 1900—1910-е годы).
«Революционность» и масштабность его утверждений, а также вполне реальная репутация Марра как выдающегося кавказоведа и полиглота сделали его теорию привлекательной для большого числа представителей интеллигенции 1920-х годов, его называли «гением» и «Велимиром Хлебниковым науки» (в 1915 году Хлебников издал основанную на «математических законах времени» книгу предсказаний «Битвы 1915—1917 гг.: новое учение о войне»). Кроме того, Марр претендовал на изучение таких сложных вопросов, которыми в то время практически никто из учёных ещё не занимался (происхождение языка, доисторические языки человечества, связь между ними, первобытное мышление, доязыковые средства коммуникации). Многие вполне естественно принимали принципиально недоказуемые (но, тем самым, и принципиально неопровержимые) утверждения «единственного специалиста» в этой области на веру.

### Некоторые положения

#### Яфетические языки
Согласно учению Марра, существуют так называемые «яфетические языки» (по имени Иафета, третьего сына Ноя). Содержание этого понятия менялось.
Сначала они толковались как языковая семья. К такой семье Марр относил языки Кавказа, — прежде всего свой родной грузинский язык, который обычно советовал изучать своим ученикам, а также другие картвельские; позже к ним добавились различного рода изоляты, вроде бурушаски, и некоторые скудно сохранившиеся языки древности.
Впоследствии яфетические языки трактовались как присутствующая во всём мире стадия развития языка, связанная с классовой структурой общества. Первоначально Марр объяснял повсеместность яфетических элементов миграцией народов, но позже счёл её исконным явлением. Так, латинский язык в Риме якобы был языком патрициев, а языком плебеев — некий яфетический язык; язык басков, угнетённого меньшинства в Испании — яфетический. Диалекты армянского языка (согласно традиционной точке зрения, индоевропейского), обнаруживающие некоторое количество поздних грузинских заимствований, объявлялись яфетическими, в отличие от литературного армянского — языка социальной элиты.
В работах Марра отражено представление о происхождении русских от этрусков, которых он, однако, рассматривал не как этнос, а в качестве определённой стадии в развитии народов. Сторонники учения этимологически связывали русских и этрусков. Связь этих народов невозможна ни в историческом, ни лингвистическом плане.

#### Классовая сущность языка
Язык имеет классовую природу, являясь «надстройкой» над базисом — социально-экономическими отношениями; возможно выделить стадии языка, связанные со стадиями развития экономических отношений: первобытно-общинным строем, рабовладельческим строем, феодализмом, капитализмом, а следовательно — должен возникнуть новый язык коммунистического общества. Это будет «новый и единый язык, где высшая красота сольётся с высшим развитием ума». Наиболее примитивным этапом считаются изолирующие языки, высшим — флективные языки, в процессе перехода от стадии к стадии формируются части речи и грамматические категории. Марристы пытались установить относительную хронологию возникновения частей речи (имя, затем местоимение, затем глагол и т. п.).

#### Происхождение языка
- Язык произошёл от «трудовых выкриков» в результате «звуковой революции» и связан с началом трудовой деятельности человека. Ему предшествовала кинетическая (жестовая) речь.
- Все слова всех языков имеют общее происхождение (моногенез), а именно от «четырёх элементов» — изначальных трудовых выкриков САЛ, БЕР, ЙОН и РОШ (первоначально «не имевших никакого значения» и использовавшихся в магических целях); так называемая «лингвистическая палеонтология» может возвести любое слово к одному (или нескольким) из четырёх элементов. Это утверждение сочеталось с теорией изначальной множественности языков — несмотря на общий характер четырёх элементов, разные социальные группы придавали им разное значение. Способы выведения слов из «четырёх элементов» не носили сколько-либо строгого характера, на практике разрешались типичные для любительских упражнений в этимологии произвольные замены и перестановки звуков, отбрасывания частей слов (отождествлялись и возводились к элементу РОШ слова к-рас-ный, эт-рус-ки, русы, рыжий, фр. rouge, нем. roth и мн. др.)[13].

#### Изменение языка
- Праязык не может делиться на несколько новых языков; языки могут только скрещиваться; соответственно, учение о генеалогической классификации языков несостоятельно, а все языки представляют собой продукт скрещивания. Традиционным семьям языков в марристской терминологии примерно соответствуют либо стадии, либо сложившиеся в результате процессов скрещения «системы» (языки «романо-германской» или «турецкой системы»), вместо одиозных для марристов слов «индоевропейский» и/или «индоарийский» иногда употреблялся предложенный В. И. Абаевым термин «прометеидские языки». При этом общность «системы» не означает максимального материального сходства — русский язык «по пластам некоторых стадий» оказывался у Марра ближе к грузинскому, чем к любому другому славянскому.
- На некотором этапе общественного строя некоторые языковые элементы должны встречаться во всех языках («единство глоттогонического процесса»): так, su у всех народов когда-то значило «вода».
- Язык может преобразовываться до неузнаваемости «социальным взрывом»; например, немецкий язык — это преображённый сванский язык (также относящийся к картвельским и тем самым к «яфетическим»)[14].

#### Семантические изменения
- В лингвистической палеонтологии заметную роль играют изучавшиеся традиционными лингвистами с 1880-х годов (хотя тогда ещё сравнительно мало разработанные) законы семантических изменений, абсолютизированные и подававшиеся как значительное открытие лично Марра. Например, из хорошо известного принципа переноса слов на предметы аналогичной функции (перо птицы → стальное перо, стрелять стрелами → стрелять пулями) Марр выводил, что в каждом языке название собаки должно переноситься на оленя, а затем на лошадь, потому что они (якобы) сменяли друг друга в качестве основных ездовых животных и даже находил этому подтверждение в археологии[15].
- Большую роль в истории языка играет первобытная мифология и тотемные названия племён, постепенно превращаясь в нарицательные имена; следы «тотемного мышления» Марр видел даже в таком явлении, как написание существительных в немецком языке с больших букв (в действительности оно появилось в XVI—XVII веках)[14].

### Марризм и другие лингвистические учения
На общую концепцию марризма (идея стадиальности, некоторые положения о связи мифа и языка) повлияли прежде всего основатели лингвистической типологии Фридрих Шлегель и Вильгельм фон Гумбольдт, затем литературоведы и антропологи более позднего периода — Александр Веселовский, Люсьен Леви-Брюль, а из лингвистов — критики младограмматического направления (по терминологии Марра — «диссиденты индоевропеизма») вроде Гуго Шухардта. Проблема скрещения или «смешения» языков всерьёз дискутировалась многими лингвистами начала века, включая И. А. Бодуэна де Куртенэ и К. К. Уленбека, а затем получила развитие в идее «языковых союзов» (разумеется, о полной отмене принципов традиционного сравнительно-исторического языкознания и генетической классификации при этом речь не шла).

### Адекватность
Конкретные положения, выдвигаемые Марром, либо не подкрепляются доказательствами, либо опираются на совершенно не выдерживающие критики утверждения; обширный материал экзотических языков, использовавшийся им и производивший большое впечатление на непрофессионала, содержит множество ошибок, натяжек и прямых вымыслов. Труды Марра отличаются запутанностью изложения, постоянным переходом с темы на тему, некоторые пассажи невозможно понять (не случайно наиболее последовательно его теория изложена не им самим, а Мещаниновым в книге «Введение в яфетидологию» 1929 года). Н. С. Трубецкой и Д. Э. Харитонович связывают это с психическим заболеванием Марра. Наряду с этим в его трудах высказаны и мысли о важности синхронного изучения языка, лингвистической типологии, социолингвистики, ряд верных конкретных наблюдений, которые очень сложно выделить из совершенно неудовлетворительного с научной точки зрения контекста.

## Период государственной поддержки

### Утверждение учения
Интерес крупных чиновников советской науки и образования к марризму обозначился уже вскоре после его появления. Среди ведущих деятелей нарождающегося советского просвещения, поддерживавших «Новое учение о языке» в 1920-е годы — А. В. Луначарский, М. Н. Покровский, П. И. Лебедев-Полянский, В. М. Фриче, В. Я. Брюсов (упоминающий «яфетидов» в одном из последних стихотворений). С 1927 года ректор МГУ А. Я. Вышинский требовал внедрения марризма в преподавание.
Эта тенденция встретила ответное движение со стороны главного теоретика «Нового учения», притом что до революции он никаких левых убеждений не проявлял. С конца 1920-х годов он начал вставлять в свои труды ссылки на Маркса и Энгельса (порой совершенно механически притянутые: например, он говорил, что «палеонтология речи предсказана самим Марксом» и приводил длинную цитату из Маркса, где речь шла о палеонтологии в обычном смысле). С этого же времени Марр утверждал, что его учение является истинно «марксистским языкознанием», а традиционное сравнительно-историческое языкознание — «буржуазной наукой», что учение об индоевропейских языках — идеологическая поддержка колониализма и расизма (миф о том, что якобы признание романской, германской или славянской языковых общностей означает выделение соответствующих рас, охотно приписывался без каких-либо оснований марристами своим оппонентам и в 1920-е годы, и в конце 1940-х). Марр и марристы долго замалчивали тот факт, что на самом деле Энгельс, написавший несколько лингвистических работ, придерживался вполне традиционных взглядов на языковое родство, на происхождение языков и не увязывал языковые явления с классовой и политической борьбой в обществе. К концу 1930-х годов, впрочем, некоторые противоречия между Марром и Энгельсом стали одним из немногочисленных официально утверждённых «недостатков» работ самого Марра, которые его последователям можно было критиковать, не доходя до полной дискредитации теории — например, утверждения Марра о классовой природе языка в первобытном обществе (согласно основоположникам марксизма, это общество было доклассовым). Непременной принадлежностью поздних статей Марра и особенно его учеников начала 1930-х годов являются многочисленные крайне грубые выпады (в основном политического характера) против реальных и воображаемых противников.
В 1930 году Марр выступил с докладом на XVI съезде ВКП(б) и вскоре после этого был принят в Коммунистическую партию — единственным из всех академиков Императорской АН. После этого новое учение о языке уже не просто получало частную поддержку отдельных руководителей, но активно пропагандировалось в СССР и внедрялось как единственная классово верная теория. В ленинградских вузах (университете, а в 1931—1937 ЛИФЛИ) студентов учили раскладывать слова «лошадь» или «адмиралтейство» по «четырём элементам». Многие серьёзные лингвисты игнорировали теорию (А. А. Реформатский говорил: «Я не марровец и не антимарровец, я а-марровец») или ограничивались чисто формальными ссылками на «новое учение». С уничтожающей критикой марризма выступал в эмиграции Н. С. Трубецкой, в целом же зарубежная наука, несмотря на нередкие поездки Марра в Западную Европу и пропаганду им своих теорий, обходила «новое учение» почти полным молчанием.
В то же время вокруг Марра сложилась «школа» пропагандистов псевдомарксистских лингвистических лозунгов (функционеров-карьеристов, «молодых специалистов» из рабочих, представителей национальных окраин и т. п.), порой не имевших никакого языковедческого образования и занимавшихся не исследованиями, а шельмованием оппонентов марризма, которым предъявлялись прямые политические обвинения (в «троцкизме», «буржуазной контрабанде», «поповщине») без какой-либо попытки научной дискуссии. Но вместе с тем сочувственно к отдельным положениям марризма относились и некоторые квалифицированные, ищущие учёные, такие, как Н. Ф. Яковлев, Л. П. Якубинский и другие.

### Попытки борьбы с марризмом
В конце 1929 года с особым резко критическим докладом против «нового учения» выступил видный советский лингвист Е. Д. Поливанов, не получивший поддержки коллег: последовавшая за этим докладом организованная травля Поливанова, оказавшегося в Средней Азии (впоследствии он был там арестован и расстрелян в Москве) стала первым признаком того, что марризм стал навязываемой сверху доктриной.
Новая попытка организованной профессиональной оппозиции «новому учению», боровшейся за истинно «марксистское языкознание» (при этом сохранив некоторые положения Марра) — группа «Языкофронт» Т. П. Ломтева, П. С. Кузнецова и других, создавшая даже собственный научный институт — уже к 1932 была подавлена марристами.

### После Марра
В 1937—1938 годах жертвами репрессий стали как критики марризма (Е. Д. Поливанов, Н. Н. Дурново, Г. А. Ильинский, лидер «Языкофронта» Г. К. Данилов), так и активные «проповедники» нового учения (В. Б. Аптекарь, С. Н. Быковский, Л. Г. Башинджагян).
После смерти Марра (1934) и особенно в 1940-е годы лингвисты, позиционировавшие себя как его ученики и продолжатели (И. И. Мещанинов, С. Д. Кацнельсон, М. М. Гухман и др.), фактически отбросили одиозные черты «нового учения», отказались от навешивания политических ярлыков и развивали в русле вполне научных исследований лингвистическую типологию, теорию синтаксиса, описание малых языков народов СССР. Обычным для этого периода стало чисто декларативное сохранение некоторых положений Марра, которые объявлялись «недостаточно разработанными» у основоположника; представленные у него откровенно фантастические положения приписывались не Марру, а неким неназываемым его «вульгаризаторам». В этот период, после окончания публикации начатого ещё при жизни Марра пятитомника, фактически прекратилось переиздание его трудов: выходившие пособия ограничивались лишь избранными цитатами. Однако на ряд ненаучных положений Марра (происхождение языка из «диффузных выкриков», отрицание традиционных языковых семей) его последователи так и не решились посягнуть, пусть даже «яфетические языки» понимались уже чисто географически как языки Кавказа, а конкретный поиск «четырёх элементов» в словах современных языков прекратился. Многие появляющиеся в это время работы (в том числе таких выдающихся лингвистов, как Л. В. Щерба и В. М. Жирмунский) эклектически сочетали отдельные идеи «яфетидологии» с традиционной лингвистикой, что не лучшим образом сказывалось на их уровне. Подобный путь развития марризма был предсказан ещё Поливановым в конце 1920-х годов (и он даже дожил до начала осуществления своих прогнозов).

### Последнее наступление
В рамках борьбы с космополитизмом немногочисленные идейные пропагандисты «нового учения», такие, как Ф. П. Филин (сам в 1940-е годы фактически не пользовавшийся в своих работах положениями марризма) и Г. П. Сердюченко, начали в конце 1948 года новую кампанию против мнимых проводников «буржуазных теорий» в языкознании. В соответствии с новым духом времени марризм защищался уже как «отечественная» теория, особо критиковалось использование зарубежных достижений науки (вплоть до простых ссылок). Нападкам политического характера подверглись практически все крупные лингвисты (В. В. Виноградов, Д. В. Бубрих, умерший во время проработок на рабочем месте 30 ноября 1949 года и др.) и даже многие последователи Марра, включая самих Мещанинова и Яковлева (стремясь обезопасить себя, они присоединились к кампании Филина и Сердюченко, причём Мещанинов в основном признавал собственные ошибки, а Яковлев почти не отставал от главных «погромщиков» в обличительном пафосе). Труды Марра в обязательном порядке начали изучаться как основные в вузах и даже некоторых школах, было запрещено указание на традиционное родство языков, были прекращены всякие исследования по сравнительной и сопоставительной грамматике, возобновилось требование анализа по четырём элементам и т. п. В начале 1950 года была проведена сессия АН СССР, посвящённая 15-й годовщине смерти Марра, а к антимарристам стали применяться меры вплоть до увольнения с работы (С. Б. Бернштейн, Б. А. Серебренников, подготовлялось увольнение П. С. Кузнецова и др.). Эта кампания была неожиданно остановлена «сверху» и приняла прямо противоположный оборот.

## Разгром марризма

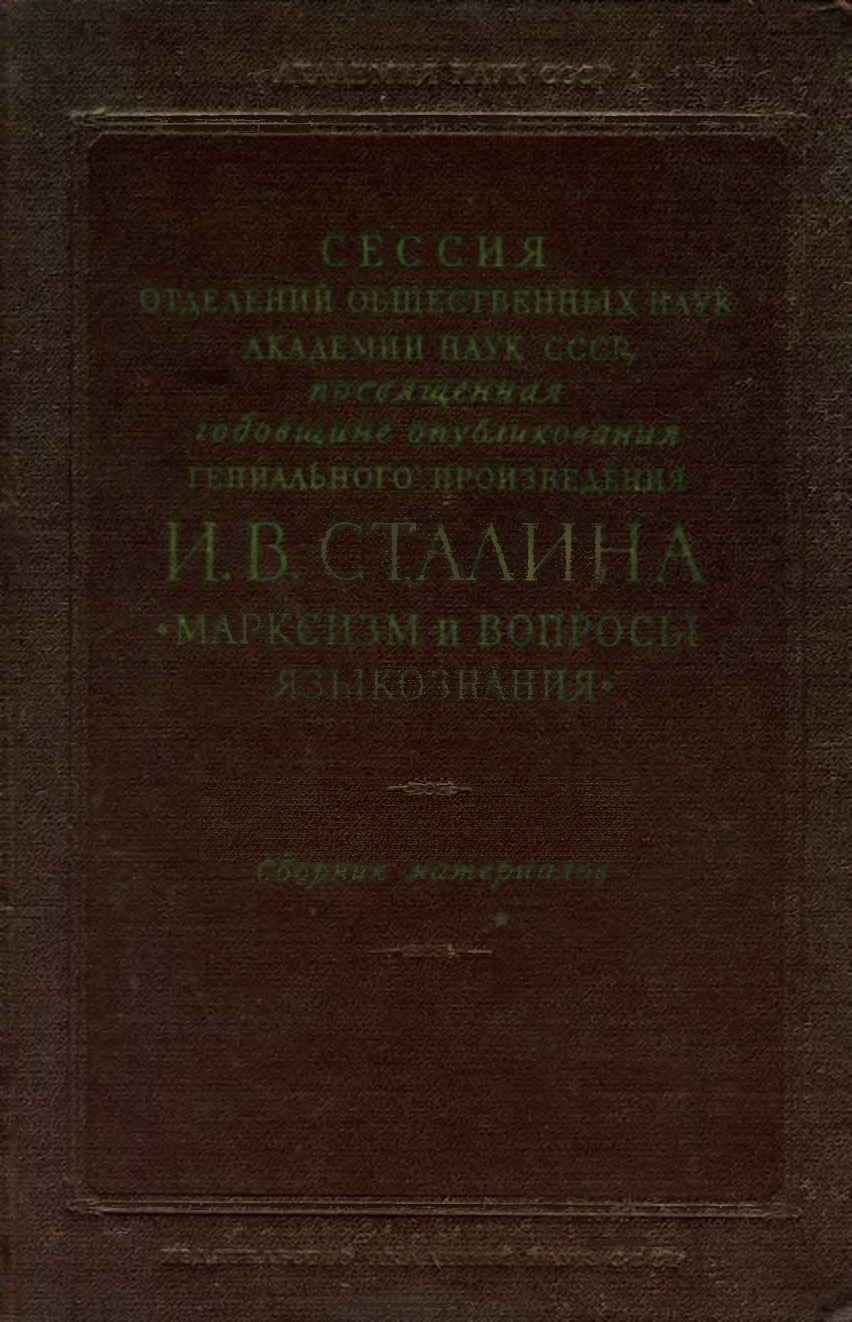
«Сессия отделений общественных наук Академии Наук СССР, посвященная годовщине опубликования гениального произведения И. В. Сталина „Марксизм и вопросы языкознания“». Издательство Академии наук СССР, 1951 г. Твердый переплет, 224 стр. Тираж: 10 000 экз.

В разгар нового наступления марризма в мае-июне 1950 года на страницах газеты «Правда» была проведена открытая дискуссия об этом учении, в ходе которой получили возможность высказаться не только сторонники официального учения, но и его противники (равным числом публикаций были представлены обе стороны, а также занимающие компромиссную позицию). Дискуссию открыла 9 мая резко антимарристская статья А. С. Чикобавы и во многом задала ей тон, указав лингвистам на принципиальную возможность таких высказываний. Кроме Чикобавы, с антимарристских позиций выступали Л. А. Булаховский, Г. А. Капанцян и Б. А. Серебренников.
На заключительной стадии дискуссии с отдельной работой «Марксизм и вопросы языкознания» (основная часть опубликована 20 июня, в июле и августе появились дополнения к ней — четыре ответа конкретным корреспондентам) выступил И. В. Сталин. За двадцать лет до того речь Сталина на XVI съезде ВКП(б), содержащая некоторые марристские положения и непосредственно предшествовавшая докладу самого Марра, сыграла большую роль в канонизации «нового учения». Теперь же Сталин (консультантом которого был Чикобава) подверг «новое учение о языке» жёсткой критике, указал на антинаучность его положений и на чисто механическую связь его с марксизмом; читателя А. Холопова, осмелившегося обратить внимание Сталина на его собственное высказывание двадцатилетней давности о том, что новый язык будет «не великорусским, не немецким, а чем-то другим», Сталин назвал «талмудистом и начётником». В качестве альтернативы было предложено сравнительно-историческое языкознание, развивавшееся дореволюционными русскими лингвистами в соответствии с теорией немецких младограмматиков.
После появления труда Сталина, ссылки на которого стали обязательными во всех работах по языкознанию, марризм был официально заклеймён как антинаучное учение и сошёл со сцены. Десятки лингвистов разных направлений — как советских, так и зарубежных, в том числе не испытывающих симпатий к сталинизму, — единодушно расценили это событие как избавление советской лингвистики от гнёта абсурдных идеологизированных теорий. Однако процесс оздоровления советской науки не мог идти гладко по условиям времени. Пострадал ряд конкретных лингвистических направлений, разрабатывавшихся Мещаниновым и коллегами, прежде всего лингвистическая типология и семантика. К соответствующим идеям и персоналиям, помимо справедливой научной критики, активно применялись те же проработочные ярлыки, которые исходили раньше из марристского лагеря (в том числе «космополитизм»), не всегда оппоненты марризма (прежде всего Виноградов) смогли удержаться от сведения счётов. Однако никаких политических и судебных репрессий к бывшим марристам не применялось (хотя на протяжении трёх лет они не могли публиковать ничего, кроме «покаяний» в своих ошибках), а главный официальный преемник Марра, И. И. Мещанинов, не был ни уволен с работы в Институте языка и мышления, ни исключён из Академии наук СССР. Работы лишились некоторые «неразоружившиеся марристы», в том числе Яковлев (впоследствии психически заболевший), это же коснулось и последователей Марра вне лингвистики (например, литературоведа и исследователя мифологии О. М. Фрейденберг); некоторые лингвисты, такие как С. Д. Кацнельсон, были вынуждены искать работу в провинции.
После XX съезда КПСС в 1956 году и либерализации общественной, в том числе и научной жизни, обсуждение «нового учения о языке» стало неактуальным. К новым обстоятельствам быстро приспособились прежние яростные пропагандисты марризма (тот же Филин, ставший в начале 1960-х годов членом-корреспондентом АН, а в дальнейшем возглавлявший Институт русского языка и журнал «Вопросы языкознания» вплоть до смерти в 1982 году).
В послесталинском доперестроечном СССР сведения по истории марризма и дискуссии о нём, по понятным причинам, бытовали, главным образом, в неформальном общении лингвистов и филологов. Некоторое оживление интереса к марризму имело место в период перестройки, поскольку и взлёт, и падение «нового учения» были связаны со сталинизмом и личностью Сталина, в то время активно обсуждавшимися.

## Оценка
Марризм, совершенно несостоятельный с научной точки зрения, тем не менее привлёк известное внимание учёных к исследованию синхронных закономерностей языка, социолингвистики, языковой типологии, невозможности ограничиваться сравнительно-исторической проблематикой. Государственная поддержка этого учения затормозила развитие советской лингвистики; этот феномен можно сопоставить с лысенковщиной.